# چی‌واوا (سگ)
چی‌واوا (به اسپانیایی: Chihuahueño) کوچکترین نژاد سگ است که به نام ایالت چی‌واوا در مکزیک نام‌گذاری شده‌است.و در دو نوع مو بلند و مو کوتاه یافت می شود.
خاستگاه اصلی این نژاد از سگ، کشور مکزیک می‌باشد.
این نژاد از سگ امروزه در نقاط مختلف جهان به‌شدت محبوبیت یافته، به‌طوری که در ایران نیز اقدام به پرورش و اصلاح نژاد و مرغوب‌سازی این نژاد از سگ شده‌است.

## مشخصات ظاهری
بلندی متغیر، بیش از نژادهای دیگر می‌باشد.
به‌طور کلی محدوده ارتفاع بین شش و ده اینچ است. با این حال برخی از سگ‌های قد بلند تا ۱۲ تا ۱۵ اینچ رشد می‌کنند.
آنها به شدت علاقه ی زیادی به صاحبشان دارند. مخصوصاً صاحبی که با آنها خوب رفتار کند.

وزن آن‌ها بین ۱٫۵ و ۳٫۰ کیلوگرم (۳٫۳–۶٫۶ پوند) است. شی هوا هوا سگ بسیار کوچک با سری به شکل سیب می‌باشد، شی هوا هوا دارای دو نوع مو بلند و بی مو می‌باشد. آن‌ها دارای پوزه ای نوک تیز است. چشم‌هایی گرد، بزرگ و بسیار سیاه دارد. گوشهای خود را به سمت بالا و نوک تیز نگاه می‌دارد. بدن آن بیش از آنچه بلند باشد طویل است. دمش به شکل داس می‌باشد و معمولاً به سمت بالا نگاه می‌دارد. رنگ مو در شی هوا متغایر است و معمولاً هر رنگی را اعم از سیاه، قهوه ای، قرمز، شنی و نقره ای شامل می‌شود. این نژاد تنومند تر از آن چیزی است که از ظاهرش به نظرمی رسد
خلق وخو

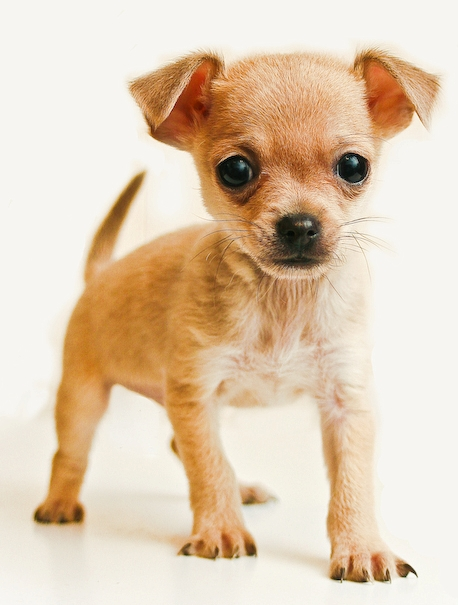

شی هوا همراه و دوست خیلی خوبی است. شجاع و بسیار سر زنده، واقعاً به توجه و محبت نیاز دارد. به سرعت عکس‌العمل نشان می‌دهد و هرگز اجازه نمی‌دهد که زیر دست و پا بماند! شی هوا سگی نیرومند، شاداب و باوفا است و به سرعت به صاحبش وابسته می‌شود آنقدر که حس حسادتش را نسبت به افرادی که با صاحبش سر و کار دارند برمی‌انگیزد. آن‌ها عاشق لیسیدن صورت صاحبشان هستند و در محیط ناآشنا و در مقابل غریبه‌ها قدم به قدم صاحبشان را دنبال می‌کنند و از او دور نمی‌شوند. به نظربرخی تربیت این نژاد دشوار است اما اصولاً این نژاد باهوش است و به سرعت می‌آموزد و نسبت به آنچه از او می‌خواهند عکس‌العمل نشان می‌دهد. برای کودکان توصیه نمی‌شود و می‌تواند در خانه سگ پر صدا و شلوغی باشد خصوصاً هنگامی که شخص غریبه ای وارد شود و اغلب صاحبان آن‌ها از فلفل برای جلوگیری از سرو صدا کردن زیاد استفاده می‌کنند. معمولاً نسبت به سگهای دیگر حالت تهاجمی دارد و بیشتر با هم نژاد خود کنار می‌آید که البته این مشکل را نیز می‌توان با آموزش‌ها و اجتماعی کردن سگ خصوصاً در سنین پایین از بین برد.

## مشکلات سلامتی
بخاطر داشتن بینی کوچک معمولاً خس خس و خر و پف می‌کند. چشم‌های آن مساعد خشک شدن است و همچنین بیماری گلوکوم قابل ذکر می‌باشد. مشکلات لثه، سرما خوردگی، استرس و رماتیسم. هرگز به او اجازه لیسیدن اجناس شیمیایی را ندهید. همیشه از رژیم غذایی سبک استفاده کرده و از دادن شکلات به حیوان خودداری کنید. توله این نژاد در هنگام تولد سر بزرگی دارد و به شدت حساس و آسیب‌پذیر است و باید با آن‌ها با دقت و ملایمت رفتار شود.:206:532:3:478 
از دیگر بیماری‌های رایج در این نژاد می‌توان به دررفتگی کشک (Luxating patella)، هیپوگلیسمی (Hypoglycemia)اشاره کرد.:46

## شرایط نگهداری
شی هوا از سرما متنفر است و در سرما به سرعت به لرزه می‌افتد. هوای گرم را خیلی دوست دارد و آن را خیلی راحت‌تر از سرما تحمل می‌کند. شی هوا سگی کوچک و مناسب برای زندگی آپارتمانی است.

## فعالیت بدنی
اگر چه جثه اش کوچک است اما علاقه زیادی به پیاده‌روی دارد و بهتر است به جای قلاده دور گردن از قلاده‌های کمری استفاده شود. هرگز فکر نکنید چون شی هوا سگ کوچکی است یک فضای کوچک برای او مناسب و کافی می‌باشد.

## آراستن
موی صاف و کوتاه آن را باید هرزگاهی شست یا توسط یک دستمال نمناک پاک کرد. در مورد نوع مو بلند آن نیاز به شانه زدن روزانه دارد و هر دونوع (مو بلند و کوتاه) نیاز به شستن تقریباً یک بار در ماه دارند. ریزش مو در این نژاد متوسط می‌باشد. گوشهای او را باید مرتباً چک کرد و ناخن‌ها را کوتاه نگه داشت.همچنین باید در بهداشت دهان و دندان های آن نیز توجه کرد.

## تاریخچه
شی هوا از نژادهای شناخته شده اولیه در آمریکا است و کوچک‌ترین نژاد سگ در دنیا می‌باشد. موطن او مکزیک است اما به نظرمی رسد که از کشور چین سال‌ها پیش به آنجا راه یافته‌است. نام او از ایالت شی هوا در مکزیک نشات گرفته مکانی که بعدها از آنجا توسط مسافرین به سراسر دنیا برده شد. شی هوا برای اولین بار در قرن ۱۹ به اروپا راه یافت. 

## نگارخانه

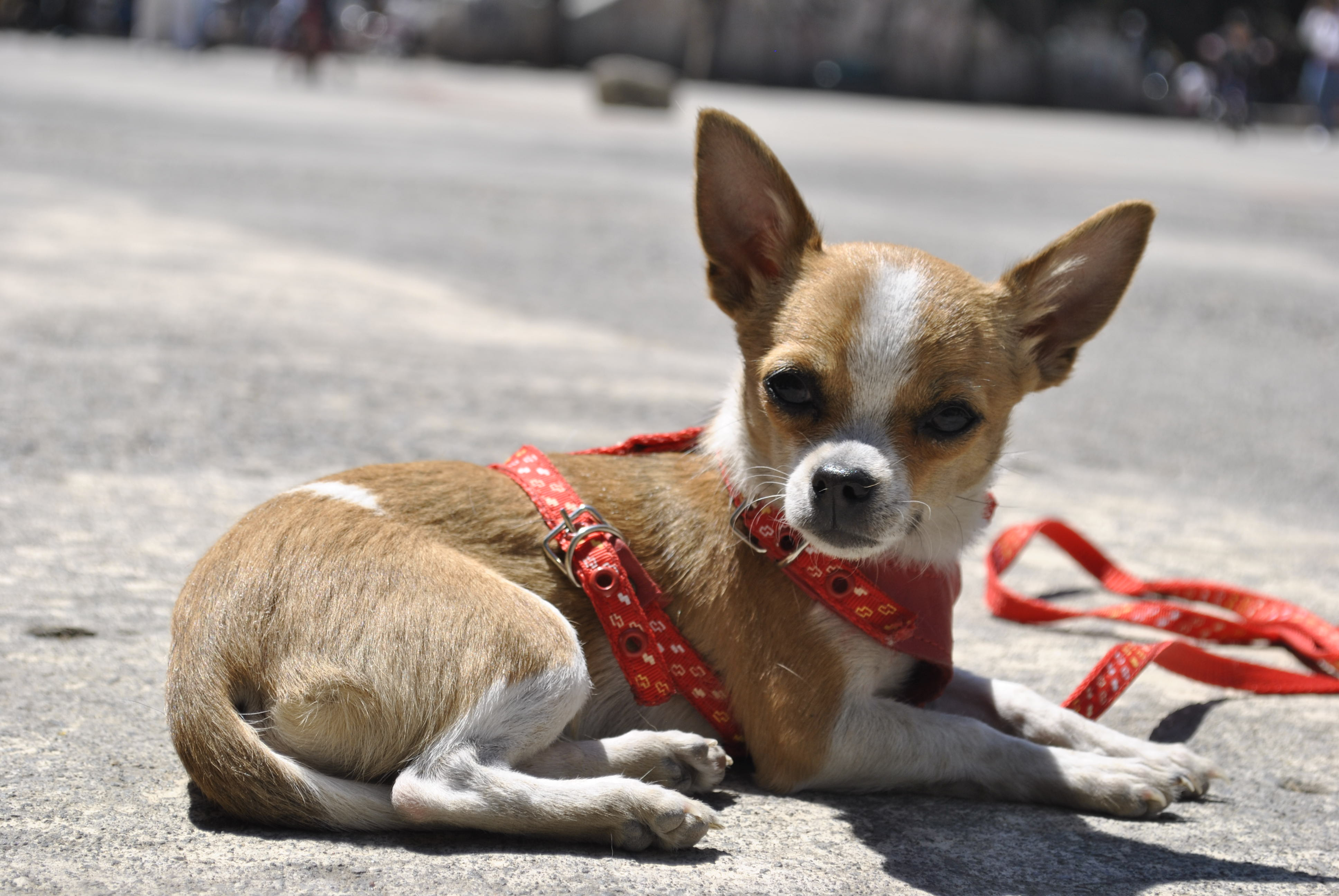
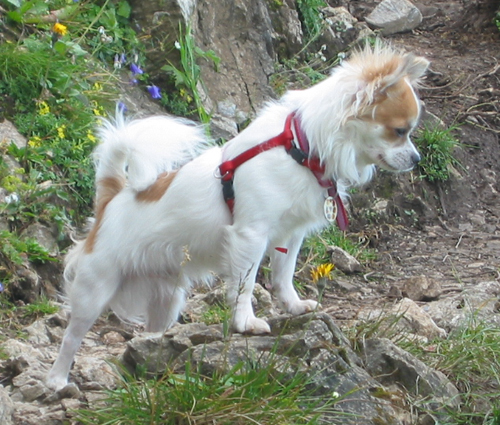
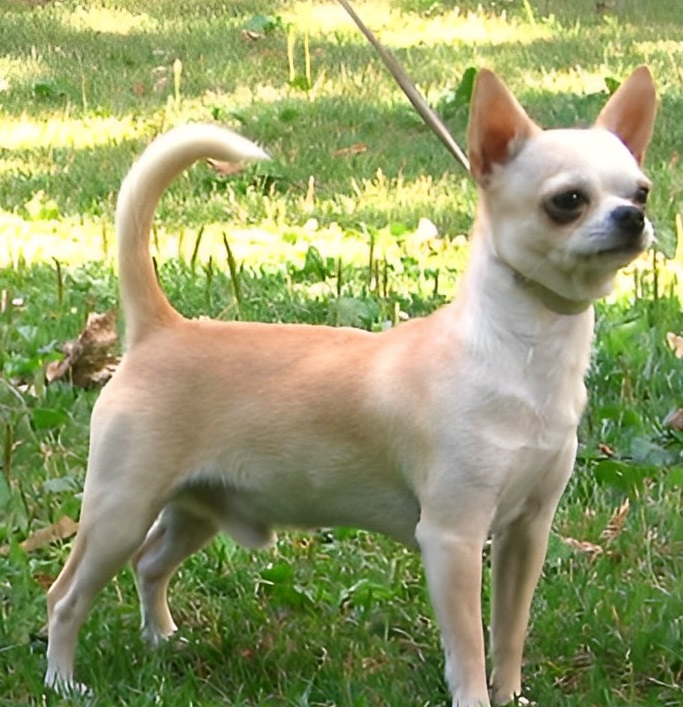
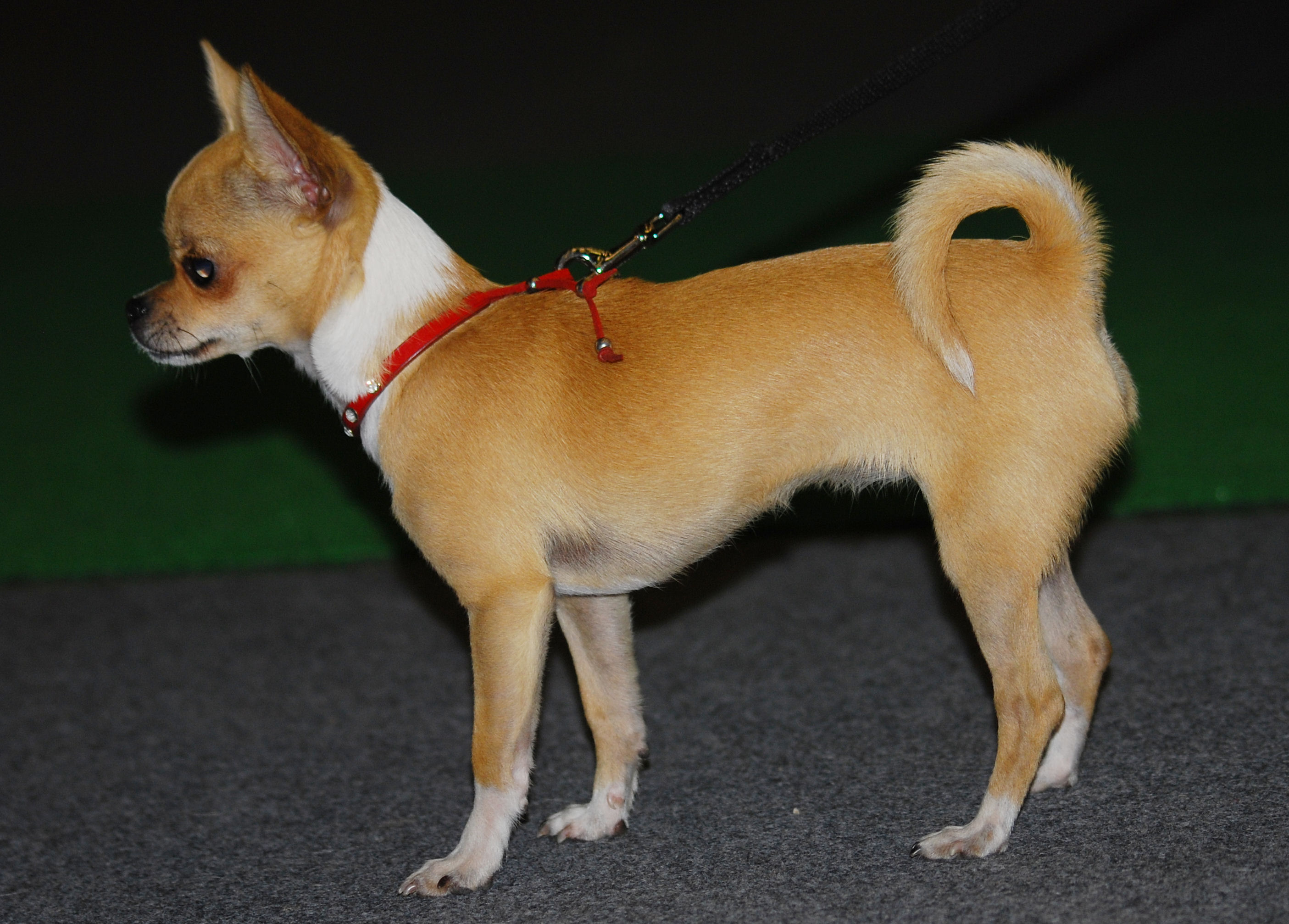
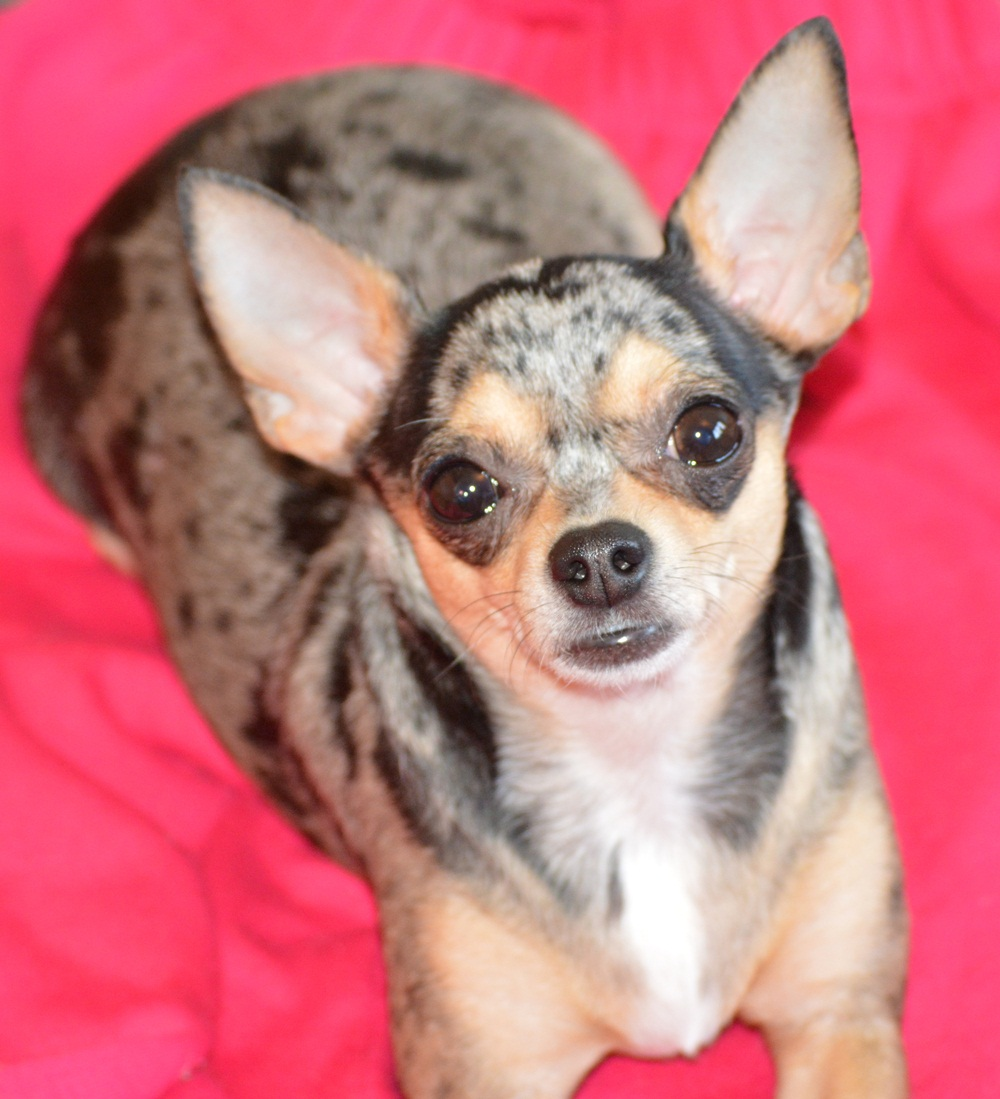
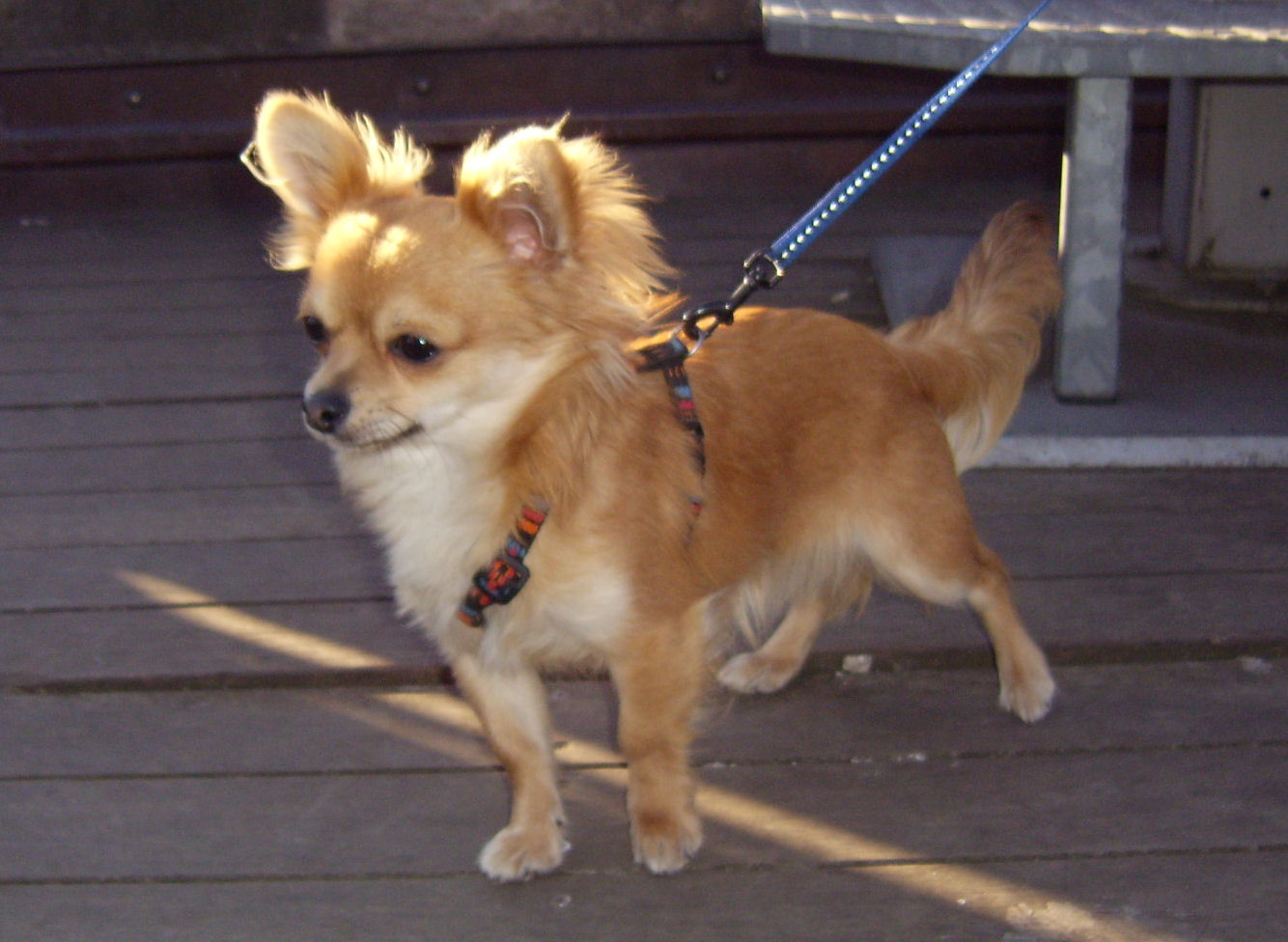
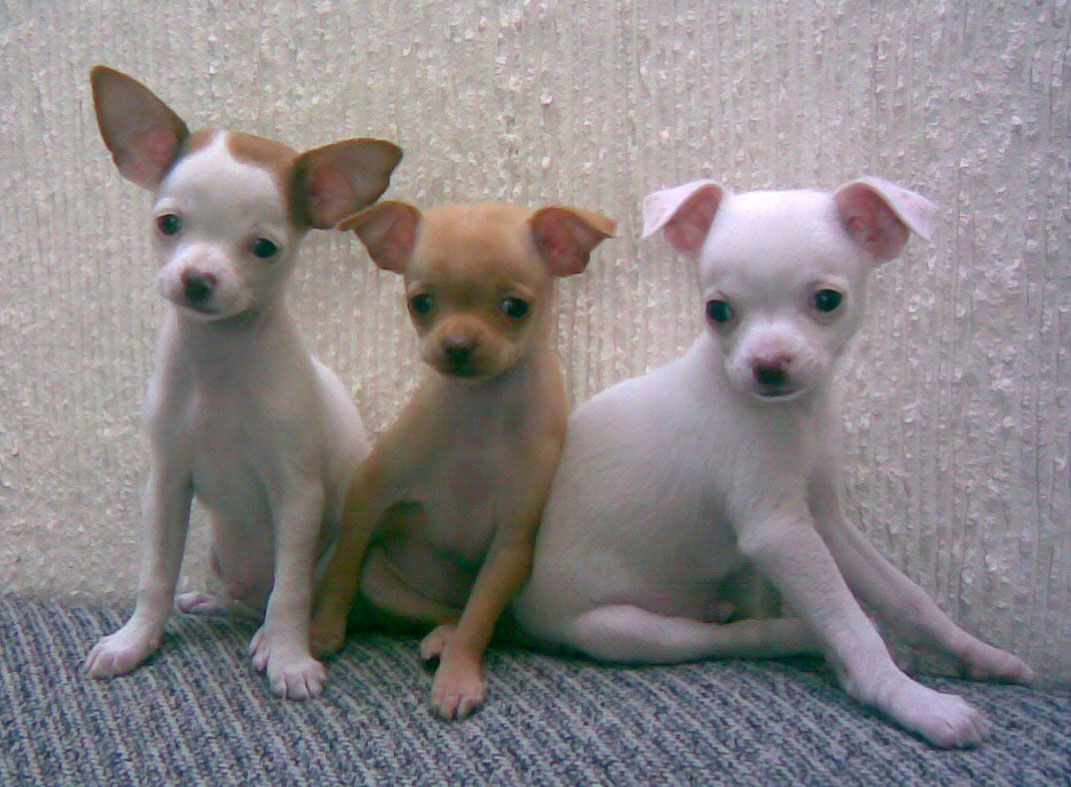
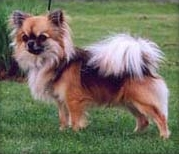
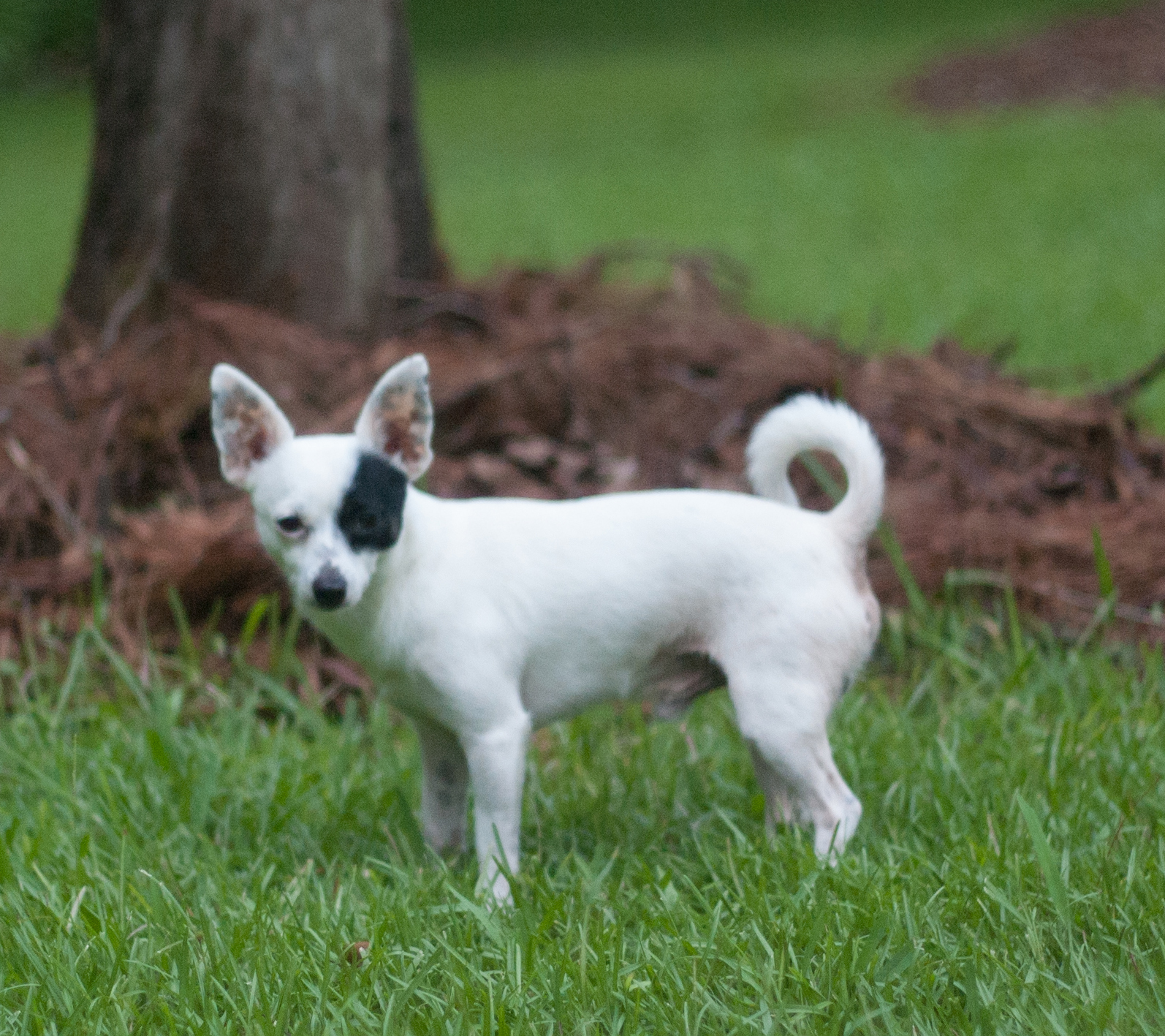
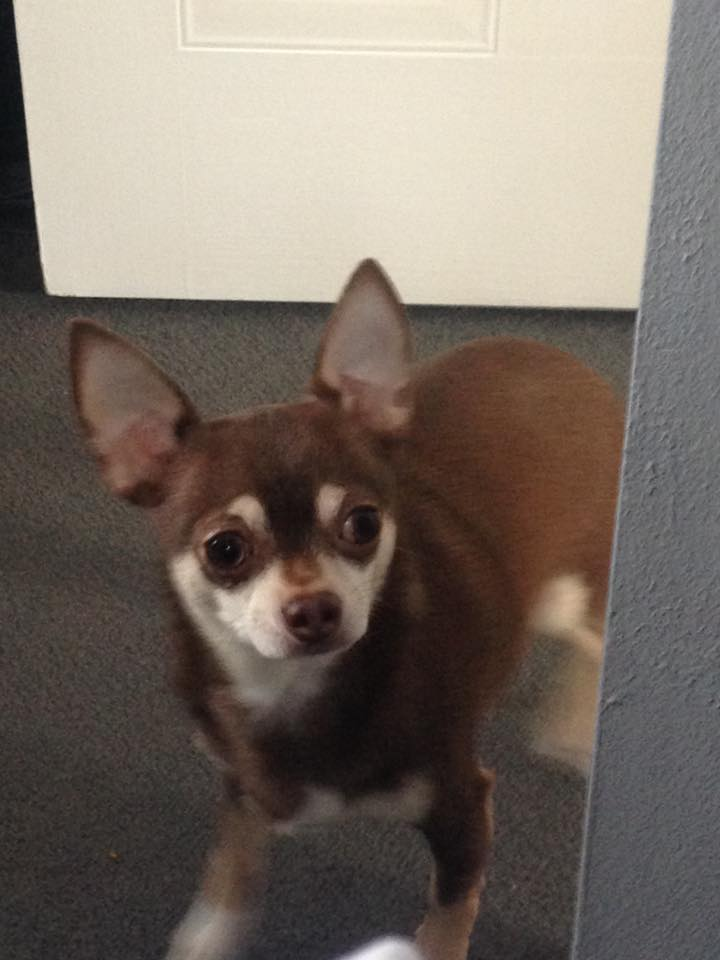
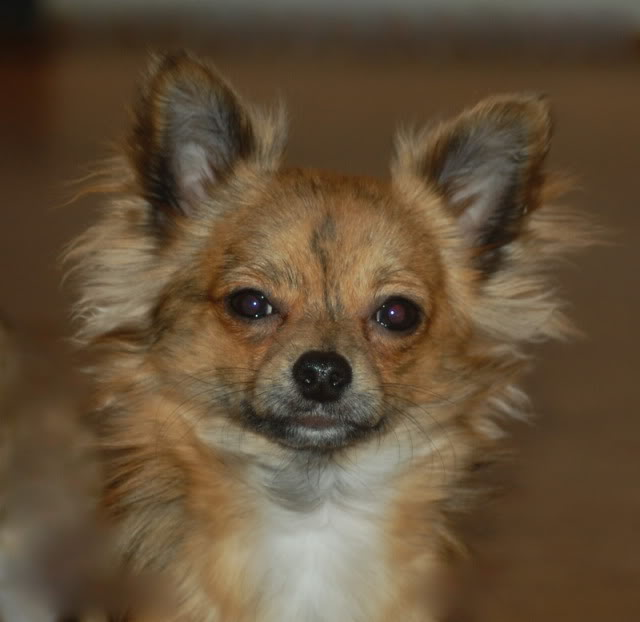
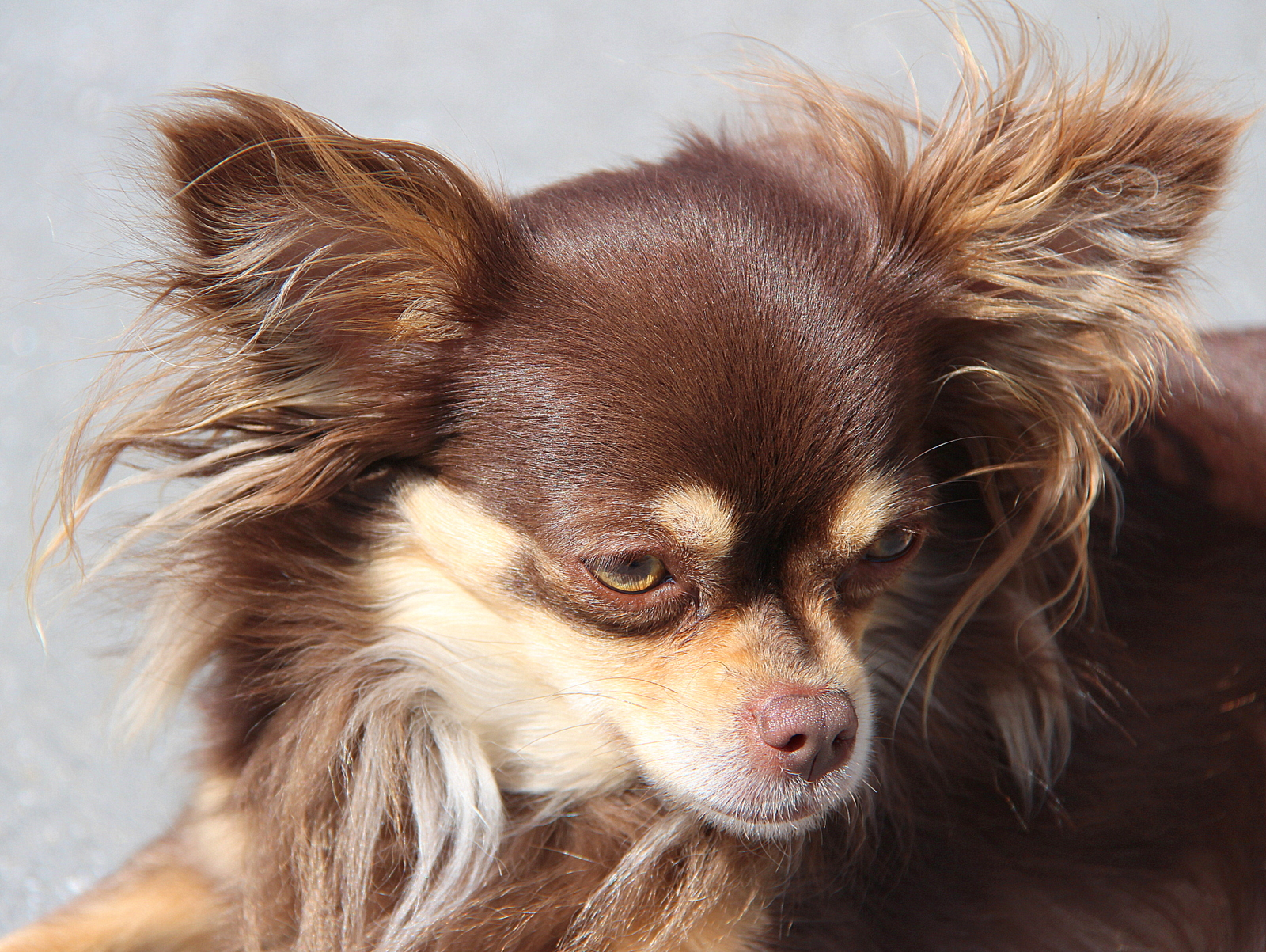
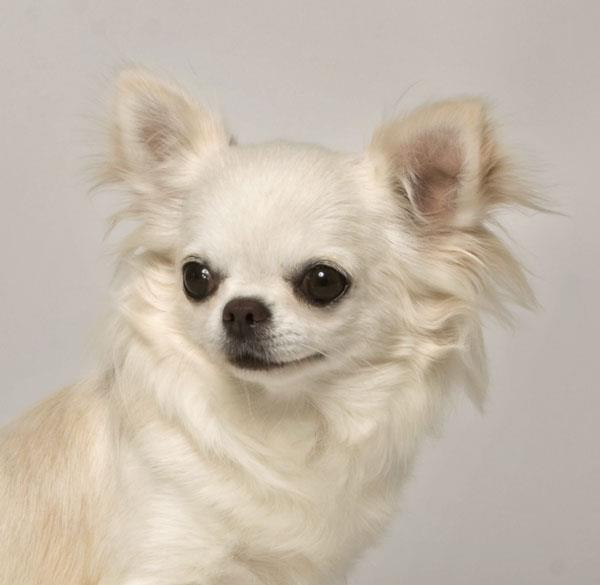
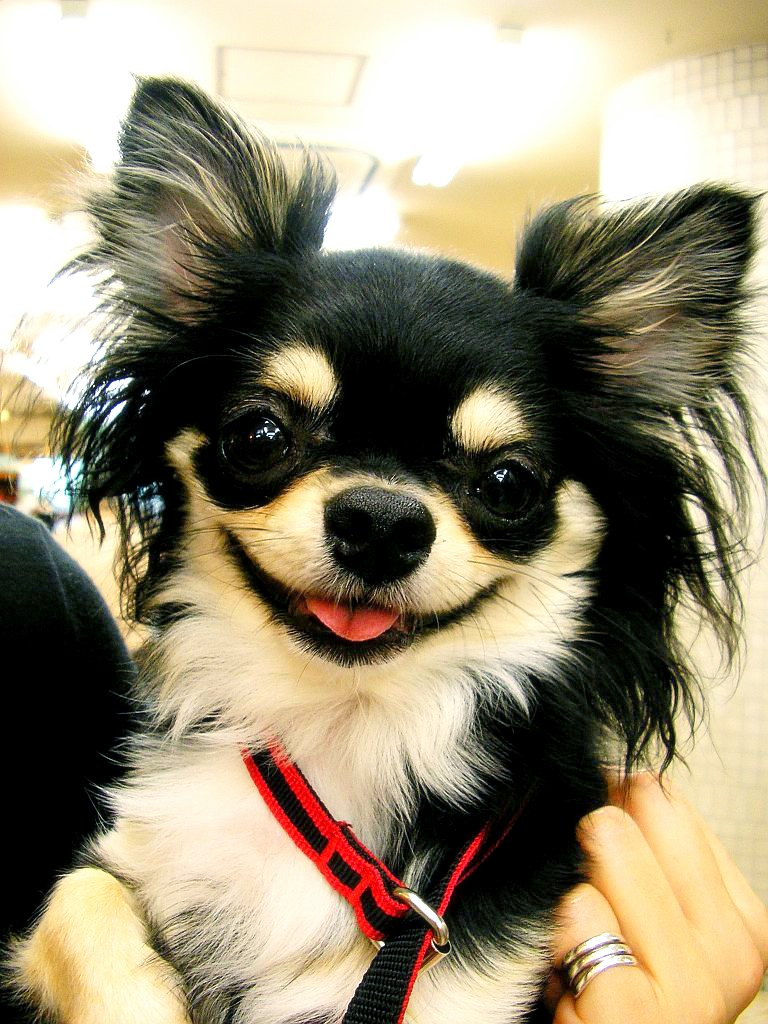